# Alypiodes
Alypiodes es un  género de lepidópteros de la familia Noctuidae. Es originario de Norteamérica.

## Especies
- Alypiodes bimaculata (Herrich-Schäffer, [1853])
- Alypiodes geronimo (Barnes, 1900)
- Alypiodes radians (Felder, 1874)
- Alypiodes walkeri (Druce, 1888)